# Đỗ Việt Khoa
Đỗ Việt Khoa là một giáo viên, ông nổi tiếng sau những lần tố cáo hành vi tiêu cực trong thi cử tại tỉnh Hà Tây, Việt Nam. Nhờ hành động này, ngay trong năm 2006, Bộ Giáo dục và Đào tạo phát động phong trào "Hai không": Nói không với bệnh thành tích và tiêu cực trong thi cử. Thời gian sau đó, Đỗ Việt Khoa được làm khách mời của chương trình "Người đương thời" trên VTV3 của Đài Truyền hình Việt Nam.

## Tiểu sử
Ông Đỗ Việt Khoa sinh năm 1968, quê quán: xã Vân Tảo, huyện Thường Tín Hà Nội. Ông tốt nghiệp Đại học Tổng hợp Hà Nội với chuyên ngành địa lý - địa chất học, khóa học 1986-1992. Ông cũng đã tốt nghiệp Đại học Khoa học Tự nhiên (Đại học Quốc gia Hà Nội) chuyên ngành Toán Tin, khóa học 1996-1999.
Từ năm 1994 đến năm 1999, ông là giáo viên tại trường Trung học phổ thông Đồng Quan, huyện Phú Xuyên, Hà Nội. Từ năm 1999 đến 2010, ông là giáo viên trường Trung học phổ thông Vân Tảo
Tháng 5 năm 2010, ông xin thôi nghề giáo, rời khỏi ngành giáo dục do bị trù dập nghiêm trọng từ hiệu trưởng và lãnh đạo sở giáo dục Hà Nội. Sau khi ông xin thôi nghề giáo, Bộ Giáo dục và Đào tạo đã yêu cầu Sở giáo dục Hà Nội mời ông quay lại công tác. Ông quay trở lại làm giáo viên giảng dạy môn Địa lý tại Trường THPT Thường Tín,  huyện Thường Tín, thành phố Hà Nội.
Năm 2018, vợ thầy Khoa đòi ly hôn chồng, một phần vì quá mệt mỏi trong cuộc sống bệnh tật (vôi hóa đốt sống cổ, hở van tim), túng quẫn về tiền bạc. Phần khác, do những sóng gió từ khi thầy Khoa lên tiếng chống gian lận ở Phú Xuyên A 12 năm trước và vì bạo hành gia đình .

## Quá trình làm việc
Từ lúc lên 3 tuổi, Đỗ Việt Khoa bị biến chứng do sai lầm của bác sĩ khám chữa bệnh dẫn đến bị khiếm thính. Đỗ Việt Khoa đi học trong tình trạng không tiếp thu được bằng tai. Nhờ nghị lực bản thân, tự đọc sách mà ông Khoa đã học xong 2 bằng đại học. Trong các năm học Trung học phổ thông, Đỗ Việt Khoa học tại trường Trung học phổ thông Nguyễn Huệ, TP Hà Nội, Trung học phổ thông Thường Tín, Hà Tây.
Tốt nghiệp đại học, ông công tác cho một số cơ quan địa chất khoáng sản.
Từ năm 1994, Đỗ Việt Khoa bước vào nghề giáo. Ông dạy học tại trường Trung học phổ thông Đồng Quan, huyện Phú Xuyên, Hà Tây,
Từ 1999, Đỗ Việt Khoa xin chuyển về công tác gần nhà, tại trường Trung học phổ thông Vân Tảo, huyện Thường Tín, tỉnh Hà Tây.
Năm 2005, Đỗ Việt Khoa lên tiếng đề nghị xử lý vụ giáo viên thể dục Nguyễn Văn Thầm sinh năm 1952(?)của trường Trung học phổ thông Vân Tảo có hành vi xâm phạm tình dục học sinh rất nghiêm trọng và trù dập học sinh. Kết quả ông Thầm bị xử lý kỷ luật và điều chuyển về trường Trung học phổ thông Thường Tín A.
Ngày 2-6-2006, Ông Đỗ Việt Khoa đã một mình đứng ra quay video làm bằng chứng tố cáo hiện tượng tiêu cực thi cử tại trường Trung học phổ thông Phú Xuyên A, Hà Tây. Trong video là cảnh giáo viên bỏ vị trí coi thi, nhân viên phục vụ thi vào tận phòng thi phân phát bài giải sẵn cho mọi thí sinh. Ngoài ra ông Khoa còn tố cáo việc mỗi giám thị coi thi đã được lãnh đạo nhà trường đút lót số tiền là 700.000 đồng để đổi lại sự làm ngơ cho tiêu cực thi cử. Sự việc bị sở giáo dục đào tạo Hà Tây bao che và định cho chìm xuồng.
Ngày 22 tháng 6 năm 2006, trước nguy cơ vụ việc bị chìm xuồng, ông Đỗ Việt Khoa đã công khai danh tính. Báo giới Việt Nam đồng loạt vào cuộc đưa tin sự việc. Trước sức ép của dư luận, tháng 7-2006, ông Bộ trưởng Bộ giáo dục đào tạo Nguyễn Minh Hiển từ chức. Ông Nguyễn Thiên Nhân lên làm Bộ trưởng Bộ giáo dục và thúc đầy việc xử lý tiêu cực thi cử.
Thanh tra liên ngành tỉnh Hà Tây vào cuộc và kết luận tố cáo của ông Khoa là đúng.
Giữa tháng 7 năm 2006 Ông Đỗ Việt Khoa được mời lên chương trình Người Đương Thời của VTV1 Đài Truyền hình Việt Nam. Tại đó, ông nhận được bằng khen của Bộ trưởng bộ giáo dục đào tạo về thành tích dũng cảm chống tiêu cực thi cử.
Từ vụ việc của ông Đỗ Việt Khoa, ngày 31-7-2006 Bộ giáo dục và đào tạo phát động phong trào hai không: Nói không với tiêu cực thi cử và bệnh thành tích trong giáo dục. Từ đó, tiêu cực trong ngành giáo dục Việt Nam đã được ngăn chặn.
Trên cả nước đã chấm dứt hiện tượng thu tiền chống trượt tốt nghiệp hàng năm.
Ông Khoa còn liên hệ và động viên cổ vũ cho nhiều giáo viên khác trên cả nước tham gia phong trào chống tiêu cực giáo dục.
Tháng 12-2007, ông Khoa tố cáo các hành vi vi phạm pháp luật của lãnh đạo trường Trung học phổ thông Vân Tảo. Sở giáo dục Hà Tây bao che và không xử lý. Ông Khoa bị hiệu trưởng Lê Xuân Trung tổ chức trù dập và bôi nhọ một cách có hệ thống: Bị vu cáo là thần kinh, là phản động, là chống đối...
Ngày 14 tháng 11 năm 2008, ông Đỗ Việt Khoa đã bị 2 xã hội đen là Phạm Văn Tuấn (biệt danh Tuấn Cháo) và Nguyễn Văn Út ở thị trấn Thường Tín cùng với 2 nhân viên bảo vệ của trường Trung học phổ thông Vân Tảo là Nguyễn Văn Đông và Trần Văn Xường đến tận nhà riêng đánh dằn mặt và cướp tài sản, cảnh cáo ông Khoa không được can thiệp vào các sai phạm của nhà trường. Những người tham gia vụ cướp sau đó đã bị tòa án kết án tù. Vụ việc này đã gây làn sóng giận dữ trong dư luận trong và ngoài nước.
Ông Khoa liên tiếp có đơn tố cáo các hành vi tham nhũng, sai phạm tại trường Trung học phổ thông Vân Tảo. Lãnh đạo sở giáo dục Hà Nội im lặng và tiếp tục bao che sai phạm trù dập ông Khoa.
Tuy nhiên, từ những tố cáo của ông Khoa, lãnh đạo sở GD ĐT Hà Nội đã có văn bản chỉ đạo cấm thu các loại quỹ ngoài quy định, cấm thu tiền ôn thi và thi thử tốt nghiệp...
Tuy nhiên, trường Trung học phổ thông Vân Tảo nơi ông Khoa công tác đã không chấp hành các chỉ thị đó.
Ông Khoa bị quy kết không hoàn thành nhiệm vụ 4 năm, không được nâng lương, bị cô lập và gây khó khăn.
Tháng 5 năm 2010, ông Khoa làm đơn xin thôi việc vì lý do không thể chịu đựng được sự trù dập của lãnh đạo các cấp. Sự việc này làm dấy lên làn sóng phẫn nộ trong nước và quốc tế. Tổng thanh tra chính phủ Trần Văn Truyền lên tiếng nhận trách nhiệm vụ thầy Khoa.
Các đại biểu quốc hội Việt Nam nhóm họp, gửi chất vấn tới Bộ trưởng Nguyễn Thiện Nhân.
Ngày 18-6-2010, ông Nguyễn Thiện Nhân thôi chức Bộ trưởng Bộ giáo dục. Ông Phạm Vũ Luận lên thay, tiếp tục chỉ đạo giải quyết triệt để các sai phạm tại trường Trung học phổ thông Vân Tảo. Ông quay trở lại làm giáo viên giảng dạy môn Địa lý tại Trường THPT Thường Tín,  huyện Thường Tín, thành phố Hà Nội.
Năm 2012, kỳ thi tốt nghiệp Trung học Phổ thông lại được Đỗ Việt Khoa tố cáo tiêu cực bằng những video clip ông phối hợp cùng một số giáo viên bất đồng tại Bắc Giang bố trí cho một số học sinh trường Trung học phổ thông Đồi Ngô thực hiện.
Sau kỳ thi tốt nghiệp Trung học Phổ thông 2014, ông tiếp tục công bố hình ảnh lộn xộn tại hội đồng thi trường Nam Lương Sơn, tỉnh Hòa Bình.

## Các hoạt động khác
Năm 2015, thương vợ con ở trong căn nhà ẩm thấp, thầy đánh bạo vay ngân hàng 1,5 tỉ đồng trả góp trong 10 năm để xây căn nhà khang trang hơn. Đằng sau người thầy luôn chỉn chu trong mỗi tiết học là người đàn ông luôn tất bật lo toan cho gia đình. Những buổi không phải đến trường, thầy Khoa nhận thêm máy tính, đồ điện về sửa chữa, chụp ảnh thẻ, chụp ảnh đám cưới, phục vụ ở quán ăn để có tiền trang trải, lo cuộc sống gia đình và trả nợ.
Năm 2007, ông Đỗ Việt Khoa tự ứng cử Đại biểu Quốc hội nhưng không thành công do chỉ được 0% phiếu tín nhiệm tại nơi làm việc. Năm 2016, ông tự ứng cử Đại biểu Quốc hội lần nữa, với nguyện vọng "có tiếng nói sâu sát về thực trạng của nền giáo dục hiện tại. Tiêu cực thi cử, tình hình lạm thu qua nhiều năm nhưng vẫn còn nhiều bức xúc, nhức nhối. Phải là giáo viên đứng lớp mới hiểu nỗi khổ của giáo viên, học sinh" nhưng vẫn không thành công

## Khen thưởng
Ngày 4 tháng 7 năm 2006, Bộ Giáo dục và Đào tạo Việt Nam đã tặng bằng khen cho ông Đỗ Việt Khoa với thành tích "dũng cảm đứng ra tố cáo tiêu cực"